# Cryptopygus bipunctatus
Cryptopygus bipunctatus är en urinsektsart som först beskrevs av Axelson 1903.  Cryptopygus bipunctatus ingår i släktet Cryptopygus och familjen Isotomidae. Arten är reproducerande i Sverige. Inga underarter finns listade i Catalogue of Life.